# Grünerløkka–Torshov-linjen
Grünerløkka-Torshov-linjen er en del af Oslos sporveje, der går fra Stortorvet gennem Grünerløkka og Torshov til Grefsen Station. Den betjenes af linje 11, 12 og 13.

## Strækning
Grünerløkka-Torshov-linjen går fra Stortorvet ad Kirkeristen forbi Jernbanetorget og ad Nygata og Storgata til Nybrua. Nord for Nybrua grener Sinsenlinjen fra ad Trondheimsveien. Grünerløkka-Torshovlinjen fortsætter ad Thorvald Meyers gate, Schleppegrells gate og Toftes gate gennem Grünerløkka, derefter ad Vogts gate, Sandakerveien og Grefsenveien gennem Torshov og Sandaker til Storo, hvor Kjelsåsbanen ligger i umiddelbar forlængelse. Alternativt kan der køres ad Storoveien til endestationen Grefsen Station, hvor Sinsenlinjen også ender, bare fra den modsatte side.
På Jernbanetorget kan der skiftes til T-bane, tog og bus, på Storo til T-bane og bus og på Grefsen Station til Gjøvikbanen.
Grünerløkka-Torshov-linjen har også en direkte forbindelse ad Storgata mellem Kirkeristen og Nygata, men den bruges normalt kun ved omlægninger.

## Historie
Grünerløkka-Torshov-linjen blev oprindeligt drevet af Kristiania Sporveisselskab (Grønntrikken). Oprindelsen til den var en enkeltsporet hestesporvej, der blev åbnet fra Stortorvet til Grünerløkka i 1876. 18. marts 1878 blev den forlænget til Thorvald Meyers gate 49, hvor der var stalde til 50 heste, smedie og remise. Sporvejen blev forlænget til Beyerbrua i 1879. Fra 1880 gik der sporvogne mellem Vestbanestasjonen og Grünerløkka. Efterhånden blev sporvejsnettet udbygget med dobbeltspor.
Sporvejen blev omstillet til elektrisk drift og forlænget til Torshov 29. september 1899, blandt andet på grund af konkurrence fra Kristiania Elektriske Sporvei (Blåtrikken), der havde kørt med elektriske sporvogne på Briskebylinjen siden 1894. Sporvejen gik nu ikke længere til Beyerbrua men ad Sannergata, Toftes gate og Vogts gate til Torshovgata, hvor der blev bygget en ny remise. 2. oktober 1901 blev sporvejen forlænget til Sandaker og 28. november 1902 til Grefsen Station. Sidelinjen til Sagene kirke blev åbnet 28. december 1914, en gren af denne (Korsvollinjen) til Bjølsen i 1924.
25. september 1934 blev Kjelsåsbanen mellem Storo og Kjelsås taget i brug. 16. juli 1947 blev sporet til Toftes gate flyttet fra Sannergata til Schleppegrells gate.
Fra 1918 til 1967 blev strækningen mellem Vippetangen og Sandaker også benyttet til transport af korn med særligt indrettede sporvogne.